# Masakijo Maezono
Masakijo Maezono (* 29. říjen 1973) je bývalý japonský fotbalista.

## Reprezentace
Masakijo Maezono odehrál 19 reprezentačních utkání. S japonskou reprezentací se zúčastnil letních olympijských her 1996.

## Statistiky
| Japonsko | Japonsko | Japonsko |
| Roky     | Záp.     | Góly     |
| -------- | -------- | -------- |
| 1994     | 6        | 0        |
| 1995     | 4        | 0        |
| 1996     | 7        | 4        |
| 1997     | 2        | 0        |
| Celkem   | 19       | 4        |